# Kalisówka (Strzeszyn)
Kalisówka – część wsi Strzeszyn w Polsce, położona w województwie małopolskim, w powiecie gorlickim, w gminie Biecz. Wchodzi w skład sołectwa Strzeszyn.
W latach 1975–1998 Kalisówka administracyjnie należała do województwa krośnieńskiego.